# Helsinki Wolverines 2024
Questa voce raccoglie le informazioni riguardanti gli Helsinki Wolverines nelle competizioni ufficiali della stagione 2024.

## Maschile

### Prima squadra

#### Vaahteraliiga 2024

##### Stagione regolare
| Helsinki 25 maggio 2024, ore 16:30 2ª giornata | Helsinki Wolverines | 6 – 46 (0-26 0-12 0-8 6-0) referto | Kuopio Steelers | Velodromo di Helsinki |

| Seinäjoki 31 maggio 2024, ore 17:30 3ª giornata | Seinäjoki Crocodiles | 37 – 14 (0-0 14-7 14-7 9-0) referto | Helsinki Wolverines | Wirokit Stadion |

| Helsinki 6 giugno 2024, ore 18:30 4ª giornata | Helsinki Wolverines | 0 – 63 (0-14 0-21 0-21 0-7) referto | Helsinki Roosters | Velodromo di Helsinki |

| Helsinki 14 giugno 2024, ore 18:30 5ª giornata | Helsinki Wolverines | 27 – 41 (14-7 7-13 6-14 0-7) referto | Wasa Royals | Velodromo di Helsinki |

| Helsinki 28 giugno 2024, ore 18:30 6ª giornata | Helsinki Wolverines | 0 – 63 (0-21 0-14 0-14 0-14) referto | Porvoon Butchers | Velodromo di Helsinki |

| Helsinki 4 luglio 2024, ore 18:30 7ª giornata | Helsinki Wolverines | 41 – 39 (14-7 12-6 8-7 7-19) referto | Lohja Crusaders | Velodromo di Helsinki |

| Helsinki 11 luglio 2024, ore 18:30 8ª giornata | Helsinki Roosters | 42 – 7 (7-0 14-0 7-7 14-0) referto | Helsinki Wolverines | Velodromo di Helsinki |

| Vaasa 19 luglio 2024, ore 18:30 9ª giornata | Wasa Royals | 42 – 28 (14-7 21-0 7-7 0-14) referto | Helsinki Wolverines | Kaarlen kenttä |

| Porvoo 25 luglio 2024, ore 18:30 10ª giornata | Porvoon Butchers | 56 – 3 (21-0 14-3 14-0 7-0) referto | Helsinki Wolverines | Porvoon Keskuskenttä |

| Lohja 1º agosto 2024, ore 18:30 11ª giornata | Lohja Crusaders | 7 – 33 (0-7 7-6 0-13 0-7) referto | Helsinki Wolverines | Harjun kenttä |

| Helsinki 9 agosto 2024, ore 18:30 12ª giornata | Helsinki Wolverines | 10 – 46 (0-6 0-6 10-14 0-20) referto | Seinäjoki Crocodiles | Velodromo di Helsinki |

| Kuopio 17 agosto 2024, ore 16:30 13ª giornata | Kuopio Steelers | 41 – 7 (7-0 14-0 14-0 6-7) referto | Helsinki Wolverines | Väinölänniemen stadion |

#### Statistiche di squadra
| Competizione      | %Vittorie | In casa | In casa | In casa | In casa | In casa | In casa | In trasferta | In trasferta | In trasferta | In trasferta | In trasferta | In trasferta | Totale | Totale | Totale | Totale | Totale | Totale |
| Competizione      | %Vittorie | G       | V       | N       | P       | Pf      | Ps      | G            | V            | N            | P            | Pf           | Ps           | G      | V      | N      | P      | Pf     | Ps     |
| ----------------- | --------- | ------- | ------- | ------- | ------- | ------- | ------- | ------------ | ------------ | ------------ | ------------ | ------------ | ------------ | ------ | ------ | ------ | ------ | ------ | ------ |
| Stagione regolare | .167      | 6       | 1       | 0       | 5       | 84      | 298     | 6            | 1            | 0            | 5            | 92           | 225          | 12     | 2      | 0      | 10     | 176    | 523    |
| Totale            | .167      | 6       | 1       | 0       | 5       | 84      | 298     | 6            | 1            | 0            | 5            | 92           | 225          | 12     | 2      | 0      | 10     | 176    | 523    |

#### Statistiche personali

##### Marcatori
| Giocatore    | Ruolo | TD rush | TD recv | TD int | TD p.ret | TD k.ret | TD oth | Xp1 | Xp2 | FG | Saf | Totale |
| ------------ | ----- | ------- | ------- | ------ | -------- | -------- | ------ | --- | --- | -- | --- | ------ |
| Adams        |       | 0       | 7       | 0      | 0        | 0        | 0      | 0   | 1   | 0  | 0   | 44     |
| Lugora       |       | 5       | 0       | 0      | 0        | 0        | 0      | 0   | 0   | 0  | 0   | 30     |
| Hentunen     |       | 0       | 0       | 0      | 0        | 0        | 0      | 18  | 0   | 2  | 0   | 24     |
| Young        |       | 3       | 1       | 0      | 0        | 0        | 0      | 0   | 0   | 0  | 0   | 24     |
| Al-Rubaye    |       | 0       | 2       | 0      | 0        | 0        | 0      | 0   | 0   | 0  | 0   | 12     |
| Kantonen     |       | 0       | 2       | 0      | 0        | 0        | 0      | 0   | 0   | 0  | 0   | 12     |
| Laalo        |       | 1       | 0       | 0      | 0        | 0        | 0      | 0   | 0   | 0  | 0   | 6      |
| Reels        |       | 0       | 0       | 0      | 0        | 0        | 1      | 0   | 0   | 0  | 0   | 6      |
| Sutelainen   |       | 0       | 0       | 0      | 0        | 0        | 1      | 0   | 0   | 0  | 0   | 6      |
| S. Viinamäki |       | 0       | 1       | 0      | 0        | 0        | 0      | 0   | 0   | 0  | 0   | 6      |

##### Passer rating
| Giocatore   | G  | Att | Comp | Int | Yds  | TD | NFL   | NCAA  |
| ----------- | -- | --- | ---- | --- | ---- | -- | ----- | ----- |
| Laalo       | 12 | 353 | 176  | 25  | 1772 | 13 | 47,31 | 90,01 |
| Hautakangas | 2  | 8   | 1    | 1   | 7    | 0  |       |       |
| Auervuolle  | 1  | 3   | 0    | 1   | 0    | 0  |       |       |
| Young       | 3  | 3   | 1    | 1   | 32   | 1  |       |       |
| Hentunen    | 2  | 2   | 0    | 2   | 0    | 0  |       |       |
| Lugora      | 1  | 1   | 0    | 0   | 0    | 0  |       |       |

### Seconda squadra

#### II-divisioona 2024

##### Stagione regolare
| Kouvola 1º giugno 2024, ore 14:00 1ª giornata | Kuusankoski Cowboys | 42 – 7 (14-0 14-0 7-0 7-7) referto | Helsinki Wolverines Blue | Sarkolan tekonurmi |

| Helsinki 9 giugno 2024, ore 16:30 2ª giornata | Helsinki Wolverines Blue | 2 – 30 (0-0 2-23 0-7 0-0) referto | Sipoo Bulldogs | Velodromo di Helsinki |

| Helsinki 30 giugno 2024, ore 17:30 4ª giornata | Helsinki Wolverines Blue | 30 – 22 (6-8 12-0 6-14 6-0) referto | Hämeenlinna Tigers | Velodromo di Helsinki |

| Turku 14 luglio 2024, ore 14:30 6ª giornata | Turku Trojans | 0 – 20 (0-0 0-8 0-6 0-6) referto | Helsinki Wolverines Blue | Turun Urheilupuiston yläkenttä |

| Helsinki 21 luglio 2024, ore 18:00 7ª giornata | Helsinki Wolverines Blue | 22 – 19 (0-0 14-6 0-13 8-0) referto | Kuusankoski Cowboys | Velodromo di Helsinki |

| Sipoo 27 luglio 2024, ore 16:00 8ª giornata | Sipoo Bulldogs | 33 – 0 (13-0 6-0 0-0 14-0) referto | Helsinki Wolverines Blue | Söderkullan tekonurmi |

##### Playoff
| Kokkola 9 agosto 2024, ore 12:00 Wild Card | Kokkola Scorpions | 30 – 0 referto | Helsinki Wolverines Blue | Kirkonmäen kenttä |

#### Statistiche di squadra
| Competizione      | %Vittorie | In casa | In casa | In casa | In casa | In casa | In casa | In trasferta | In trasferta | In trasferta | In trasferta | In trasferta | In trasferta | Totale | Totale | Totale | Totale | Totale | Totale |
| Competizione      | %Vittorie | G       | V       | N       | P       | Pf      | Ps      | G            | V            | N            | P            | Pf           | Ps           | G      | V      | N      | P      | Pf     | Ps     |
| ----------------- | --------- | ------- | ------- | ------- | ------- | ------- | ------- | ------------ | ------------ | ------------ | ------------ | ------------ | ------------ | ------ | ------ | ------ | ------ | ------ | ------ |
| Stagione regolare | .500      | 3       | 2       | 0       | 1       | 54      | 71      | 3            | 1            | 0            | 2            | 27           | 75           | 6      | 3      | 0      | 3      | 81     | 146    |
| Playoff           | .000      | 0       | 0       | 0       | 0       | 0       | 0       | 1            | 0            | 0            | 1            | 0            | 30           | 1      | 0      | 0      | 1      | 0      | 30     |
| Totale            | .429      | 3       | 2       | 0       | 1       | 54      | 71      | 4            | 1            | 0            | 3            | 27           | 105          | 7      | 3      | 0      | 4      | 81     | 176    |

## Femminile

### Prima squadra

#### Naisten Vaahteraliiga 2024

##### Stagione regolare
| Turku 4 maggio 2024, ore 12:00 1ª giornata | Turku Trojans | 28 – 14 (0-0 6-14 6-0 16-0) referto | Helsinki Wolverines | Yläkenttä |

| Helsinki 12 maggio 2024, ore 17:00 2ª giornata | Helsinki Wolverines | 30 – 0 (8-0 16-0 0-0 6-0) referto | Wasa Royals | Velodromo di Helsinki |

| Oulu 1º giugno 2024, ore 13:00 3ª giornata | Oulu Northern Lights | 8 – 26 (0-8 8-6 0-0 0-12) referto | Helsinki Wolverines | Castrenin urheilukeskus |

| Helsinki 15 giugno 2024, ore 13:00 5ª giornata | Helsinki Wolverines | 12 – 26 (6-0 0-6 0-6 6-14) referto | Tampere Saints | Velodromo di Helsinki |

| Helsinki 30 giugno 2024, ore 14:00 6ª giornata | Helsinki Wolverines | 20 – 28 (8-0 6-6 6-22 0-0) referto | Turku Trojans | Velodromo di Helsinki |

| Vaasa 7 luglio 2024, ore 15:00 7ª giornata | Wasa Royals | 7 – 47 (0-14 7-6 0-14 0-13) referto | Helsinki Wolverines | Kaarlen kenttä |

| Helsinki 14 luglio 2024, ore 14:00 8ª giornata | Helsinki Wolverines | 20 – 21 (d.t.s.) (14-7 0-0 0-7 0-0 6-7) referto | Oulu Northern Lights | Velodromo di Helsinki |

| Tampere 27 luglio 2024, ore 13:00 10ª giornata | Tampere Saints | 30 – 20 (8-7 6-7 16-0 0-6) referto | Helsinki Wolverines | Pyynikin urheilukenttä |

##### Playoff
| Tampere 3 agosto 2024, ore 13:00 Semifinale | Tampere Saints | 12 – 14 (0-0 6-6 6-8 0-0) referto | Helsinki Wolverines | Pyynikin urheilukenttä |

| Vantaa 10 agosto 2024, ore 13:30 Turno = Finale | Turku Trojans | 33 – 0 (12-0 7-0 0-0 14-0) referto | Helsinki Wolverines | Myyrmäen jalkapallostadion |
| Pulkkinen 5':41" Q1 ( TD ) 3yd run Coetzee 1':53" Q1 ( TD ) 16yd run Kaszas 6':39" Q2 ( TD ) 5yd run Pulkkinen Q2 ( pat ) Kaszas 11':52" Q4 ( TD ) 7yd run Pulkkinen Q4 ( pat ) Pulkkinen 8':28" Q4 ( TD ) 8yd pass from Kaszas Pulkkinen Q4 ( pat ) Marcatori |               |                                    |                     |                            |
| |               |                                    |                     |                            |
| Pulkkinen 5':41" Q1 (TD) 3yd run Coetzee 1':53" Q1 (TD) 16yd run Kaszas 6':39" Q2 (TD) 5yd run Pulkkinen Q2 (pat) Kaszas 11':52" Q4 (TD) 7yd run Pulkkinen Q4 (pat) Pulkkinen 8':28" Q4 (TD) 8yd pass from Kaszas Pulkkinen Q4 (pat)                           | Marcatori     |                                    |                     |                            |

#### Statistiche di squadra
| Competizione      | %Vittorie | In casa | In casa | In casa | In casa | In casa | In casa | In trasferta | In trasferta | In trasferta | In trasferta | In trasferta | In trasferta | Totale | Totale | Totale | Totale | Totale | Totale |
| Competizione      | %Vittorie | G       | V       | N       | P       | Pf      | Ps      | G            | V            | N            | P            | Pf           | Ps           | G      | V      | N      | P      | Pf     | Ps     |
| ----------------- | --------- | ------- | ------- | ------- | ------- | ------- | ------- | ------------ | ------------ | ------------ | ------------ | ------------ | ------------ | ------ | ------ | ------ | ------ | ------ | ------ |
| Stagione regolare | .375      | 4       | 1       | 0       | 3       | 82      | 75      | 4            | 2            | 0            | 2            | 107          | 73           | 8      | 3      | 0      | 5      | 189    | 148    |
| Playoff           | .500      | 0       | 0       | 0       | 0       | 0       | 0       | 2            | 1            | 0            | 1            | 14           | 45           | 2      | 1      | 0      | 1      | 14     | 45     |
| Totale            | .400      | 4       | 1       | 0       | 3       | 82      | 75      | 6            | 3            | 0            | 3            | 121          | 118          | 10     | 4      | 0      | 6      | 203    | 193    |

#### Statistiche personali

##### Marcatrici
| Giocatore  | Ruolo | TD rush | TD recv | TD int | TD p.ret | TD k.ret | TD oth | Xp1 | Xp2 | FG | Saf | Totale |
| ---------- | ----- | ------- | ------- | ------ | -------- | -------- | ------ | --- | --- | -- | --- | ------ |
| Jääskelä   |       | 9       | 1       | 0      | 0        | 0        | 0      | 0   | 5   | 0  | 0   | 70     |
| Kesä-Heino |       | 7       | 0       | 0      | 0        | 0        | 0      | 0   | 1+1 | 0  | 0   | 46     |
| Söderholm  |       | 3+1     | 0       | 0      | 0        | 0        | 0      | 0   | 0   | 0  | 0   | 24     |
| Etholén    |       | 1+1     | 0       | 0      | 0        | 0        | 0      | 7   | 0   | 0  | 0   | 19     |
| Levijoki   |       | 0       | 2       | 0      | 0        | 0        | 0      | 1   | 0   | 0  | 0   | 13     |
| Helskyaho  |       | 0       | 2       | 0      | 0        | 0        | 0      | 0   | 0   | 0  | 0   | 12     |
| Ainamo     |       | 0       | 1       | 0      | 0        | 0        | 0      | 0   | 1   | 0  | 0   | 8      |
| Udd        |       | 1       | 0       | 0      | 0        | 0        | 0      | 0   | 0   | 0  | 0   | 6      |

##### Passer rating
| Giocatore | G   | Att    | Comp  | Int | Yds    | TD  | NFL   | NCAA  |
| --------- | --- | ------ | ----- | --- | ------ | --- | ----- | ----- |
| Lappi     | 2   | 10     | 5     | 0   | 42     | 0   | 61,25 | 85,28 |
| Söderholm | 8+2 | 140+22 | 56+12 | 8+1 | 625+82 | 8+0 | 48,56 | 83,82 |

### Seconda squadra

#### Naisten I-divisioona 2024

##### Stagione regolare
| Helsinki 5 maggio 2024, ore 13:00 1ª giornata | Helsinki Wolverines Blue | 6 – 26 (0-13 6-0 0-7 0-6) referto | Kuopio Steelers | Velodromo di Helsinki |

| Helsinki 11 maggio 2024, ore 13:00 2ª giornata | Helsinki Wolverines Blue | 20 – 8 (8-0 6-8 6-0 0-0) referto | Helsinki Roosters | Velodromo di Helsinki |

| Helsinki 9 giugno 2024, ore 13:00 4ª giornata | Helsinki Wolverines Blue | 14 – 0 (0-0 6-0 8-0 0-0) referto | Seinäjoki Crocodiles | Velodromo di Helsinki |

| Jyväskylä 16 giugno 2024, ore 18:00 5ª giornata | Jyväskylä Jaguars | 6 – 14 (6-0 0-0 0-8 0-6) referto | Helsinki Wolverines Blue | Palokan urheilukeskus |

| Kuopio 29 giugno 2024, ore 15:00 6ª giornata | Kuopio Steelers | 47 – 0 (14-0 20-0 13-0 0-0) referto | Helsinki Wolverines Blue | Väinölänniemen stadion |

| Helsinki 6 luglio 2024, ore 14:00 7ª giornata | Helsinki Roosters | 0 – 13 (0-0 0-6 0-7 0-0) referto | Helsinki Wolverines Blue | Velodromo di Helsinki |

| Seinäjoki 21 luglio 2024, ore 16:00 9ª giornata | Seinäjoki Crocodiles | - – - (annullata) referto | Helsinki Wolverines | Wirokit Stadion |

| 28 luglio 2024, ore 13:00 10ª giornata | Helsinki Wolverines Blue | - – - (annullata) referto | Jyväskylä Jaguars |  |

#### Statistiche di squadra
| Competizione      | %Vittorie | In casa | In casa | In casa | In casa | In casa | In casa | In trasferta | In trasferta | In trasferta | In trasferta | In trasferta | In trasferta | Totale | Totale | Totale | Totale | Totale | Totale |
| Competizione      | %Vittorie | G       | V       | N       | P       | Pf      | Ps      | G            | V            | N            | P            | Pf           | Ps           | G      | V      | N      | P      | Pf     | Ps     |
| ----------------- | --------- | ------- | ------- | ------- | ------- | ------- | ------- | ------------ | ------------ | ------------ | ------------ | ------------ | ------------ | ------ | ------ | ------ | ------ | ------ | ------ |
| Stagione regolare | .667      | 3       | 2       | 0       | 1       | 40      | 34      | 3            | 2            | 0            | 1            | 27           | 53           | 6      | 4      | 0      | 2      | 67     | 87     |
| Totale            | .667      | 3       | 2       | 0       | 1       | 40      | 34      | 3            | 2            | 0            | 1            | 27           | 53           | 6      | 4      | 0      | 2      | 67     | 87     |